# Битка при Мириокефалон
Битката при Мириокефалон е сражение между византийската армия и селджукските турци, което се разиграва на 17 септември 1176 година край селцето Мириокефалон в Мала Азия, историческа Фригия. Вследствие на битката, в която византийците на Мануил Комнин са напълно разгромени, Византия окончателно се прощава с плановете си за отвоюване на Мала Азия от турците:с. 198.

## Предистория
Византийската империя и селджукските държавни формирования се намират в състояние на война от средата на XI век. Въоръжените сблъсъци в това противопоставяне са епизодично прекъсвани от нетраен и нестабилен, напрегнат мир. В подобна пасивност една спрямо друго се намират Византия и Румелийския султанат в навечерието на битката при Мириокефалон. Това състояние се обуславя и от наличието на общ враг в конкретния момент – емирството на Данишмендите, срещу което двете страни са близо дори до сключване на военен алианс. Според договореността между Мануил I Комнин и Килидж-Арслан съвместно отнетите данишмендски територии трябва да преминат под властта на византийската корона. Румелийските селджуки наистина успяват да откъснат такива земи, но отказват да ги преотстъпят на Византия. Това става формален повод за Мануил да организира поход срещу румелийската столица Иконион. В експедицията са включени унгарски отряди и франкски воини от новия васал на Византия – Антиохийското княжество.

## Последици
Битката, наричана в историографията втори Манцикерт, бележи края на злощастния военен поход срещу Иконийския султанат, както и залеза в управлението за един от най-успешните византийски императори – Мануил I Комнин.
След битката Византия губи инициативата в борбата си срещу нахлуването на турците и окончателно се прощава с надеждите да възстанови имперската власт в бившите си анатолийски провинции. Загубата в битката е конкретният повод за организирането на Третия кръстоносен поход, целящ отвоюването на сухопътните коридори за достъп на поклонниците до Светия гроб.
Битката слага символичното начало на окончателната гибел на Византия. Като следствие от поражението на Византия избухват народоосвободителни движения на Балканите като въстанието на Асен и Петър, което съвпада с окончателните действия на сръбска съпротива срещу византийската власт, довела до провъзгласяването на независимостта на първата сръбска държава в историята – Рашка (през 1180 година).